# Герман фон Кайзерлінґ
Герман Александр фон Кайзерлінґ (нім. Hermann Alexander Graf Keyserling; 20 липня 1880, Кені, нині Естонія — 26 квітня 1946, Інсбрук) — німецький філософ і письменник з остзейського роду Кайзерлінгів, граф.

## Біографія
Онук А. А. Кейзерлінга, правнук Єгора Францовича Канкріна, племінник А. Піляр фон Пільхау, троюрідний брат Арчибальда Кайзерлінґа.
У 1897—1902 роках вивчав геологію, хімію і зоологію в університетах Женеви, Тарту, Гайдельберга й Відня, у 1903—1906 роках — у Парижі, де опублікував свою першу філософську книгу «Будова світу». Займався природничими дослідженнями в ряді європейських університетів. Дивом виживши після поранення на дуелі, перебрався до літератури і філософії. У 1907 році прочитав у Гамбурзі курс лекцій, що ліг в основу його «Пролегомен натурфілософії» (1910). У 1908—1917 роках жив у маєтку Рохукюле в Естонії. У 1911—1912 роках здійснив навколосвітню подорож, описану в найбільш відомому його творі — «Подорожній щоденник філософа» (1919).
У 1920—1939 роках жив у Дармштадті, де за підтримки колишнього великого герцога Ернста Людвіга заснував у 1920 році «Школу мудрості», а також «Товариство вільної філософії». Організовані ним щорічні конференції залучали відомих учених. Матеріали цих конференцій до 1927 року друкували в альманахах; серед учасників його проєктів: Микола Бердяєв, Г. Дріш, Лео Фробеніус, Карл Густав Юнг, Е. Кречмер, Х. де Ман, Макс Шелер, Ернст Трьольч, Рабіндранат Тагор.
Під час Другої світової війни працював над «Книгою про витоки» (Buch vom Ursprung), яку вважав своїм головним твором.
Його син Арнольд (1922—2005) від шлюбу з графинею Марією фон Бісмарк (онука «залізного канцлера») також став видатним мислителем.
З 1947 року існує Товариство Кайзерлінґа у Вісбадені, яке з 1963 року видає журнал «Terra Nova».

## Твори
- Das Gefüge der Welt. — Münch., 1906.
- Philosophie als Kunst. — 1920.
- Schöpferische Erkenntnis. — 1922
- Das Reisetagebuch eines Philosophen, 7 Aufl., Bd. 1-2. — Darm., 1923.
- Menschen als Sinnbilder. — Darm., 1926.
- Wiedergeburt. — 1927.
- Europa (Das Spektrum Europas). — L. 1928.
- Amerika. Aufgang einer neuen Welt. — 1930.
- Buch vom Ursprung. — 1947.
- Kritik des Denkens. — Innsbruck, 1948.
- Die gesammelten Werke. / In 6 Bd. — Darm. -Baden-Baden, 1956.